# Thibaud de Nanteuil
Thibaud de Nanteuil était un évêque français du XIIIe siècle, évêque de Beauvais.

## Biographie
Thibaud de Nanteuil était le fils du chevalier et poète Philippe de Nanteuil ; sa famille comprenait Jean de Nanteuil (son frère ou son oncle selon les sources), évêque de Troyes et Renaud de Nanteuil, évêque de Beauvais. 
Thibaud de Nanteuil a été doyen du chapitre, archidiacre puis évêque de Beauvais de 1283 à 1300 en prenant la suite de son oncle Renaud de Nanteuil. Il fut présent au jugement rendu en 1283, par Philippe III le Hardi contre son oncle Charles Ier de Sicile pour le 
comtes de Poitiers et comtes d'Auvergne. Il assista en janvier de 1286, au sacre du Roi de France Philippe IV le Bel avec les autres Pairs de France. 